# Gottfried Rieger
Gottfried Rieger, také Bohumír Rieger, (1. května 1764 Opavice – 13. října 1855 Brno) byl český skladatel německé národnosti.

## Život
Byl synem hudebníka a již v dětském věku se naučil hrát na cimbál a záhy i na několik dalších nástrojů (klarinet, hoboj, violoncello a varhany). Svou hudební kariéru začal ve 13 letech v kapele hraběte Josefa Sedlnického z Choltic na zámku v Linhartovech ve Slezsku. Na doporučení skladatele Carla Ditterse z Dittersdorfu se stal žákem Antonína Damasuse Brosmanna v koleji piaristů v Bílé Vodě.
V roce 1787 odešel ze služeb hraběte Sedlnického do Brna. Získal si dobrou pověst jako učitel hudby a v roce 1792 se stal ředitelem a dirigentem městského divadla. Byl rovněž kapelníkem vojenské hudby v pluku generála Laudona. Pod jeho vedením se divadelní orchestr v Brně vypracoval na úroveň srovnatelnou s orchestrem Nosticova divadla v Praze. Pro divadlo komponoval singspiely, příležitostné kantáty a v salónech moravské šlechty si získal přízeň svými klavírními skladbami.
V roce 1804 se stal na čtyři roky kapelníkem u hraběte Jindřicha Viléma Haugwitze na zámku Náměšť nad Oslavou. Na zámku byly pro hudbu vynikající podmínky. V roce 1800 hrabě postavil pro provozování oper a oratorií vlastní divadlo. Orchestr čítal 30 až 40 hudebníků a 24 členů pěveckého sboru. Členové orchestru byli většinou kantoři a jejich pomocníci z okolních vesnic, ale účinkovali i zaměstnanci zámku. Na repertoáru byly opery Gluckovy, Salieriho i oratoria Georga Friedricha Händela.
V roce 1808 se vrátil do Brna. Působil jako dirigent symfonické a oratorní tvorby na koncertech pořádaných Hudební akademií. Uvedl např. i Beethovenovu Missu Solemnis. Podílel se na založení Společnosti přátel hudby (Gesellschaft der Musikfreunde) v roce 1814 a založil internátní školu pro mladé zpěváky. V roce 1828 otevřel soukromý hudební ústav, kterým prošlo na 200 studentů. Mezi jeho žáky byli např. Josef Chmelíček, Antonín Emil Titl, Hynek Vojáček a patrně i Pavel Křížkovský. Obzvláště byly ceněny jeho kurzy harmonie, pro které v roce 1833 vydal i učebnici: Theoretich-praktische Anleitung die Generalbass- und Harmonielehre in 6 Monatgen gründlich und leicht zu erlernen. Vyšla v několika dalších vydáních.
Jako skladatel komponoval v rámci vídeňského klasicismu. Nástup období romantismu se projevoval pouze v poněkud smělejší harmonii.

## Dílo

### Singspiely
- Schuster Flink
- Die vier Savojarden
- Die Herde von Bethlehem
- Die Totenglocke
- Das wütende Meer

### Oratoria
- Mährens Brüderbund (1797)
- Svatopluk
- Wonne des wiedersehens (1833)
- Therza und ihre sieben Söhne

### Chrámová hudba
- 3 mše pro sóla, smíšený sbor a orchestr
- 16 mší pro mužský sbor a orchestr
- Requiem
- Offertoria, Graduale, Asperges me, Salve Regina
- 20 Pange lingua
- Kostelní písně, hymny

### Instrumentální skladby
- Koncert pro klavír a orchestr
- Klavírní sonáty
- Bitva u Slavkova (klavír)
- Variace pro klavír
- Harmonie B-dur pro 2 hoboje, 2 klarinety, 2 lesní rohy, 2 fagoty, 2 trubky a kontrafagot
- Kasace B-dur pro dva klarinety, dva lesní rohy a dva fagoty
- Parthia F-dur pro dva klarinety, dva lesní rohy a dva fagoty
- Parthia C-dur pro dva klarinety v C a 2 lesní rohy a 2 fagoty
- Romance B-dur pro dva klarinety, dva lesní rohy a dva fagoty
- Variace na téma z druhého jednání opery Kouzelná flétna pro dva klarinety, dva lesní rohy a dva fagoty
- Pochod pro dva klarinety, dva lesní rohy a dva fagoty
- Úpravy operních předeher a árií pro komorní soubory